# 阿射加神社
阿射加神社（あざかじんじゃ）は、三重県松阪市にある神社。同名神社として2社があり、いずれも伊勢国壹志郡の式内社（名神大社）論社。

## 概要
『延喜式神名帳』に「阿射加神社三座」とあり、現在では三重県松阪市小阿坂町の阿射加神社と大阿坂町の同名神社がその論社とされている。両社は松阪の平野を見渡す阿坂山東麓に東面して建つなど立地条件を同じくし、ともに近世まで「龍天明神」と俗称されるなど共通した信仰を有するものであり、また両社の距離も1kmに満たない。後述するように、式内「阿射加神社」は当初阿坂山上に鎮座していたとされ、阿坂山上から山麓への遷座を小阿坂とするか大阿坂とするかによって説が分かれるのであるが、他に、両社は3座の中の2座で別に1座があるとする説もあり、更に、当地一帯は伊勢神宮の外宮の御厨（阿射賀御厨）とされていたが、延元4年（1339年）の神宮の神領目録である『給人引付并神領目録』には、これが「大阿射賀御厨」・「小阿射賀御厨」と2分されていることから、両社はその分割に際してそれぞれの御厨に鎮守神として勧請されたものと見ることもできる。

### 祭神
『皇太神宮儀式帳』に、倭姫命が藤方片樋宮において天照大神を奉斎していた時に、垂仁天皇の使者である阿倍大稲彦命（あへのおおしねひこのみこと）が阿佐鹿悪神（あさかのあらぶるかみ）を平定したとあり、『倭姫命世記』には、「阿佐加之弥子（阿坂の峰）」に伊豆速布留神（いつはやふるのかみ）がいて通行の邪魔をするので、その心を和ませるために山上に神社を造営し、外宮祀官度会氏の祖である大若子命（おおわくごのみこと）に祈らせた、とあり、同書所引の一書にも、「阿佐賀山」に荒神（あらぶるかみ）がいて、倭姫命の「五十鈴川上之宮」（現内宮）への巡行を阻むので、かつて阿坂国（当地一帯の古称）を平定した天日別命（あめのひわけのみこと）の子孫である大若子命に、その荒悪神（あらぶるかみ）を祀らせるとともに神社を建立した、とあり、この「悪神」や「伊豆速布留神」や「荒神（荒悪神）」が当神社の祭神で、本来は当地一帯を領有する神であったが、後に水田耕作における水神信仰と結びついて、上述した「龍天明神」の俗称を得たものと見られている。一方、祭神が3座とされていることについては、出口延経が、当地は『古事記』に猿田彦神が溺れたと伝える伊勢国阿邪訶の地であり、その時に化生した猿田彦神の3つの御魂である底度久御魂（そこどくみたま）・都夫多都御魂（つぶたつみたま）・阿和佐久御魂（あわさくみたま）が当社祭神の3座であると唱え（『神名帳考証』）、本居宣長もこの説を襲って（『古事記伝』）以来、上述の「荒振る神」の様態と、「記紀」の天孫降臨段に記す猿田彦神のそれが重なり合うことから、当社祭神3座を猿田彦神の3つの御魂と見るのが有力な説となっており、現在の両阿射加神社も、祭神として猿田彦神・伊豆速布留神を掲げている。なお、古代の海士はワタツミ三神や住吉三神・宗像三女神に認められるように、「3」を聖数視しているので、当社祭神が猿田彦神の3つの御魂であるならば、本来当地の海士がその3つの御魂を奉斎していて、そこから『古事記』の伝承が生まれたと見ることもできる。

### 神階
承和2年（835年）12月14日、従五位下に列し（『続日本後紀』）、嘉祥3年（850年）10月7日従五位上に進み、斉衡2年（855年）正月21日名神に預かり、同25日に従四位下に進み（以上『文徳天皇実録』）、更に貞観元年（859年）正月27日従四位下に、同8年（866年）11月4日従三位に昇格（以上『日本三代実録』）、延喜の制では3座ともに名神大社に列するなど朝廷から厚く遇された。なお、『伊勢国神名帳』では「当国十一所」の2番目に「阿射賀太神」と記されている。

## 阿射加神社 (松阪市小阿坂町)

### 祭神
現在の祭神は以下の3座である。
- 猿田彦大神
- 伊豆速布留神
- 竜天大神

御巫清直の『伊勢式内神社撿録』には、「三殿アリ。（中略）中ヲ龍天大明神ト称ス。（中略）其北ナルハ神明社、南ナルハ熊野社」と、幕末から明治初年にかけての実状を記している。

### 歴史
社伝に、永禄年間（1558-70年）に兵火に罹るのを怖れて阿坂山山上から遷座したと伝えるが、藤堂元甫の『三国地志』では、応仁の乱（1467-77年）の時に北畠氏によって現在地に遷座された、と説いている。また、その創祀について『古事記伝』には、円座薬師という小阿坂にあった寺の縁起に、当神社は行基が勧請したとの伝えがあったことを記している。
明治41年（1908年）2月20日に村社に列格し、戦後は神社本庁に属している。

### 神事
- 御火試（おひだめし）・粥試（かゆだめし）神事（1月14日） - ともに摂社大若子神社の祭りで、御火試神事は、囲炉裏で焼いた樫の木の先端を月数を書いた板に押しつけて、その灰の色で各月の天候を占うもの、粥試神事は小豆粥に竹の管を入れ、管に入った米と小豆の量で作柄の豊凶を占う粥占である。昭和40年（1965年）に市の無形民俗文化財に指定された。
- 羯鼓（かんこ）踊り（1月14日） - 元来は雨乞いのために初夏に踊られていたと思われるが、後に豊作を迎えた年の秋に踊られるようになり、現在では大ドンドを焚きながら、勢子入りから始まる唄にのって、子ども達が神への感謝と当年の豊作を祈願する踊りとなっている。所役は大羯鼓、小羯鼓、貝吹き、采持ちからなり、赤采を採る采持ち持ちが踊りを先導する。昭和48年（1973年）に県の無形民俗文化財に指定された。

### 祀官
かつては菅原・梶原の2家が奉仕してきたが、享保年間（1716-36年）に梶原家は断絶し、明治に至って菅原家も世襲を離れたという。また、小寺山西蔵寺という別当寺も存したが、これも明治5年に無住のため廃された。更に西方約600m離れた東明山景徳寺を奥の院としていたとの伝えもある。

### 社殿
本殿は3殿からなり、いずれも方1間の切妻造妻入で、破風板の延長が千木となっている。また、上述御火試・粥試神事を行う茅葺の調舎（ちょうのや）がある。

### 境内社
摂社大若子神社 - 大若子命を主祭神とするが、大正9年（1920年）に、境内社の天日別神社（もと八幡神社と称したが、境内社の貴船神社等5社を合祀して改称したもの）と八雲神社（大正元年に近在の無格社である愛宕神社・津嶋神社・秋葉神社・山神社等9社を合祀していた）を合祀したため、住吉大神・宇迦之御魂神・天日別命・金山彦神・大山祇神・火之迦具土神・誉田別尊・貴船大神・菅原道真公・八王子大神・素盞嗚尊・不詳1座と、計12座を配祀している。

### 文化財

#### 三重県指定文化財
- 無形民俗文化財
  - 小阿坂かんこ踊り

#### 松阪市指定文化財
- 天然記念物
  - 阿射加神社社叢 - 樹高15m前後、胸高径1m程のスダジイが林冠を覆い、アマモガシ、ミミズバイ、サカキ、タブノキなどからなる、ほぼ自然林に近い状態の照葉樹林。昭和63年（1988年）指定。
- 無形民俗文化財
  - 御火試・粥試神事

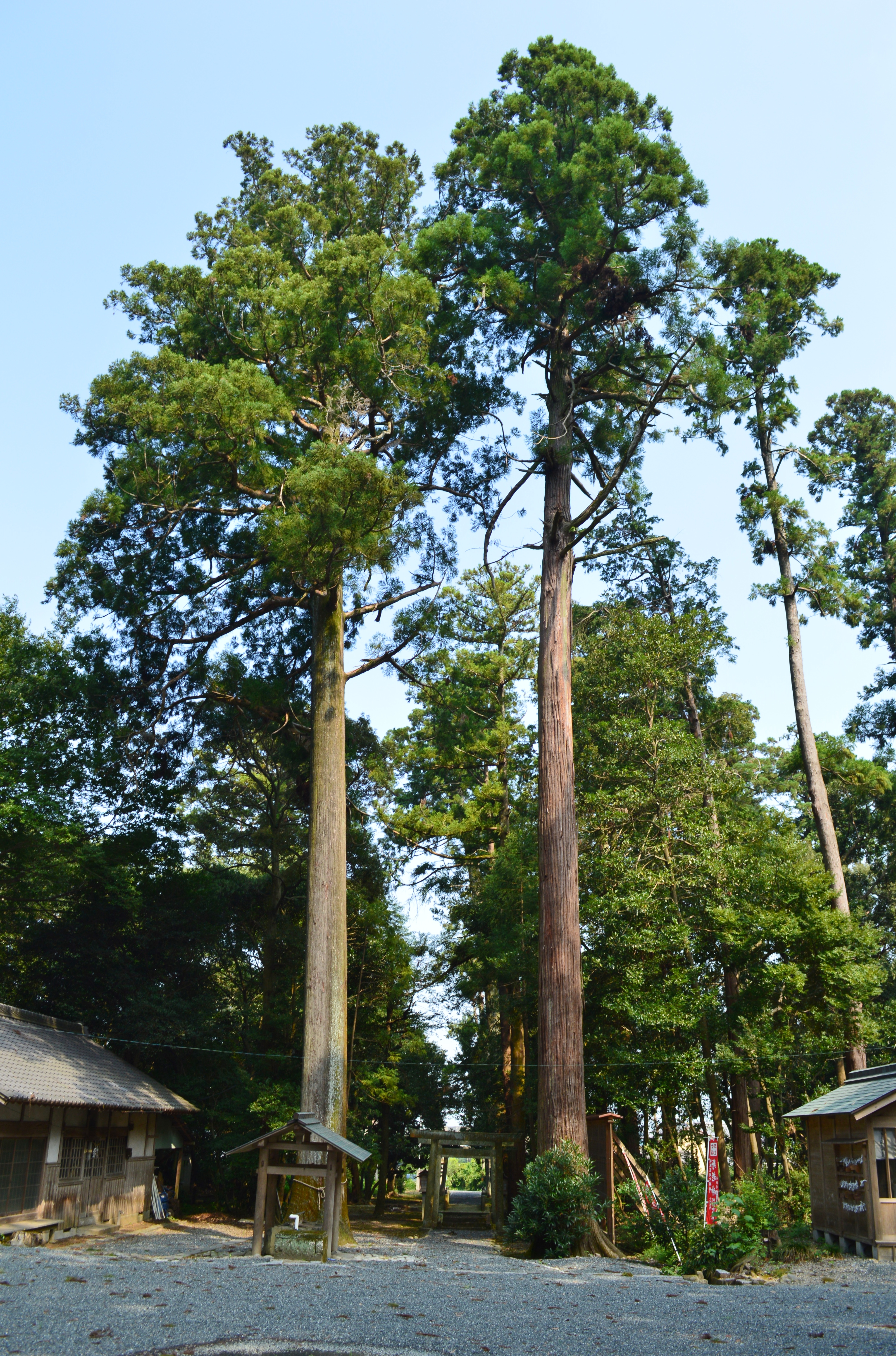
社叢（松阪市指定天然記念物）
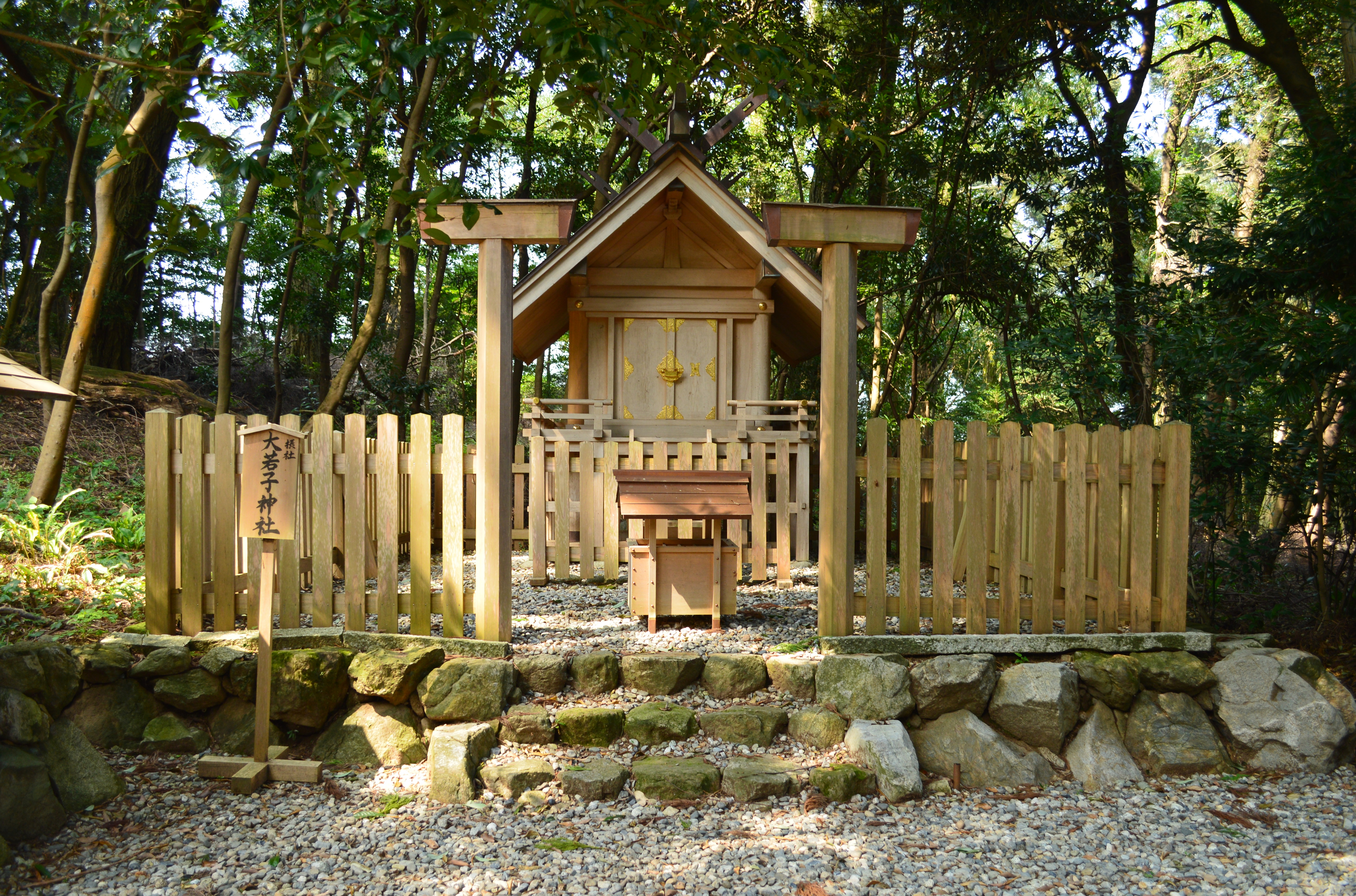
境内大若子神社
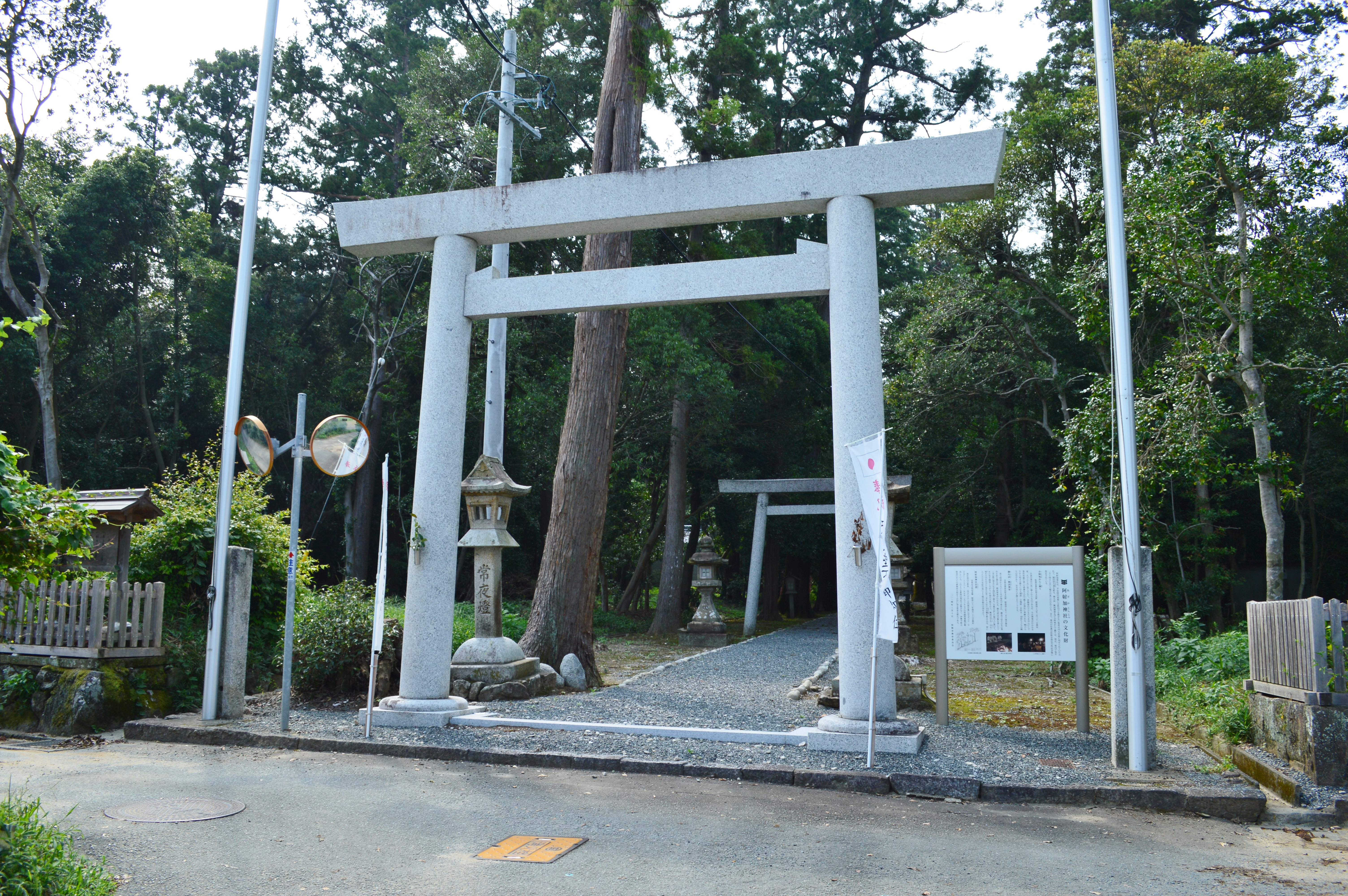
鳥居

## 阿射加神社 (松阪市大阿坂町)

### 神事
昭和8年頃まで、毎年10月8日の祭りの日に、かんこ踊りが踊られていたが今は途絶えている。と松阪市史に記載がある。社伝によると10月8日は「白酒祭（あまさけまつり）」であった。大阿坂のかんこ踊りには小阿坂のかんこ踊りにある「世古入り踊り」は無い。文政9年以前から行われていた事が唄本から読み取れる。

### 祭神
現在の祭神は以下の3座である。
- 猿田彦大神
- 伊豆速布留神
- 底度久神

『伊勢式内神社撿録』には、「一殿三扉ニテ（中略）阿和佐久御魂云々ノ三神名ヲ書ス（中略）里俗称スル所ハ龍天大明神ノ一座ノミナリ。其北ニ在ル小祠ヲ神明トイヒ、南ニ在ル小祠ヲ熊野社ト唱フルコト小阿坂村ト一途ナリ」と、当時の実情を記している。

### 歴史
安岡親毅の『勢陽五鈴遺響』には、応永以後に阿坂山頂から遷座したと記し、社伝によれば、織田信長が、城主として阿坂山山頂の阿坂城を守っていた北畠家の重臣、大宮入道含忍斎を攻略する際の兵火に罹り、社殿と古記録の全てを焼失し、北畠氏滅亡の後に再建されたとはいえ管理する者もいなかったが、元禄3年（1690年）に奥村要人という社人が現れたと伝える。
明治41年（1908年）3月20日に村社に列格し、戦後は神社本庁傘下の神社となっている。

### 社殿
本殿は正面3間側面2間の神明造松皮葺。

### 境内社
大日孁神社（大日孁尊）、宇加日子神社（吉志比女命・吉彦命）、速玉男神社（事解男命）、天忍日神社（天忍日命）、建皆古神社（建砦古命）、大国主神社（大国主命）、奥津比古神社（奥津比古命・奥津比売命）、大若子神社（大若子命・素盞嗚尊・誉田別尊・伊弉冉尊・天児屋根命・大宮比売命・八王子大神）の8社がある。
なお、宇加日子神社の祭神2座は『倭姫命世記』に、多気連の祖宇加乃日子の子で、天照大神に御田と麻園を奉ったとあり、また建皆古神社の祭神は、同書に壱志県造の祖で、同様に神部と御田を奉ったとある。また、大若子神社は、大正元年（1912年）に近在の無格社であった大若子神社・八幡神社・八雲神社・八柱神社を合祀して創建されたものである。

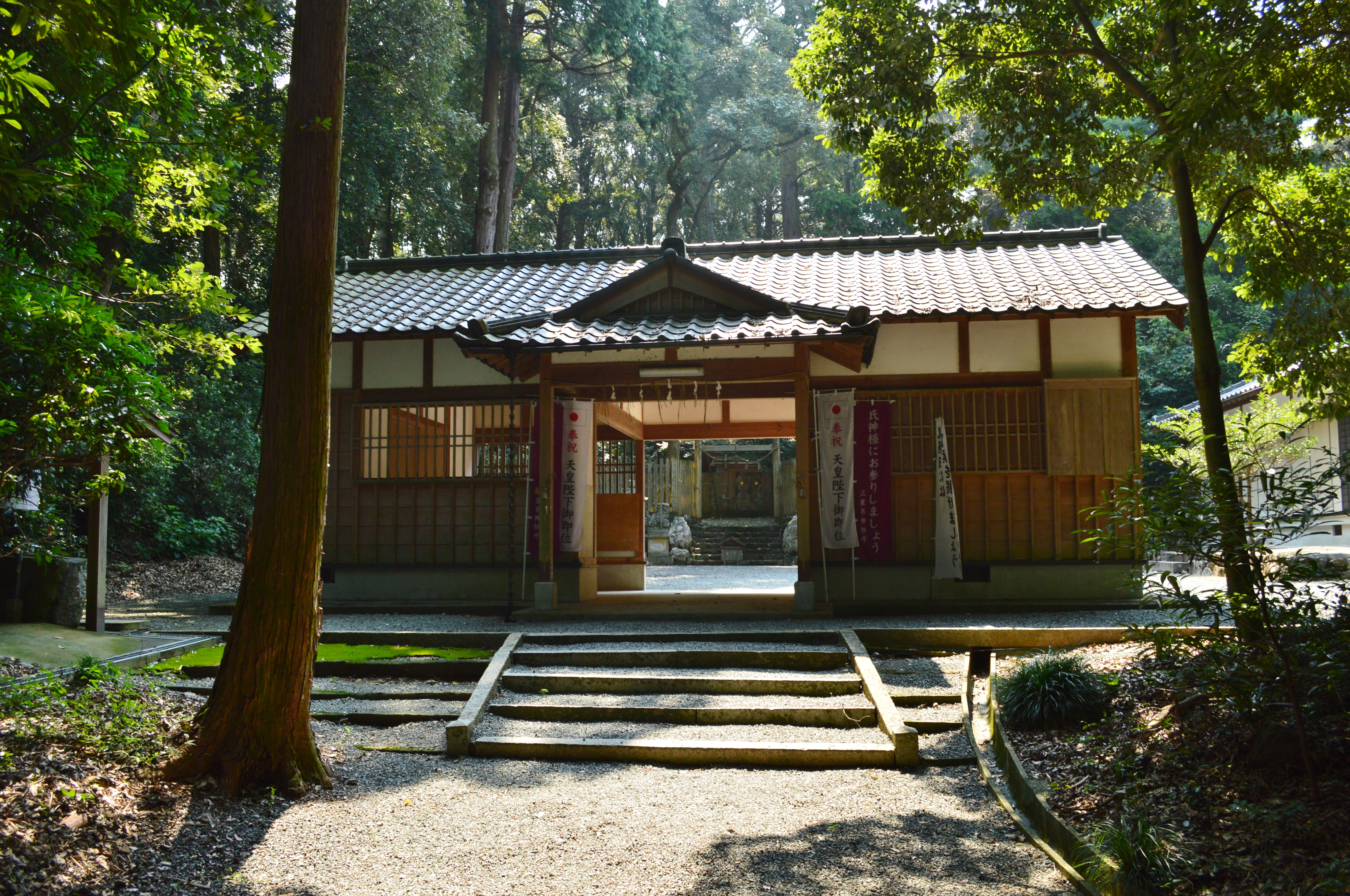
拝殿
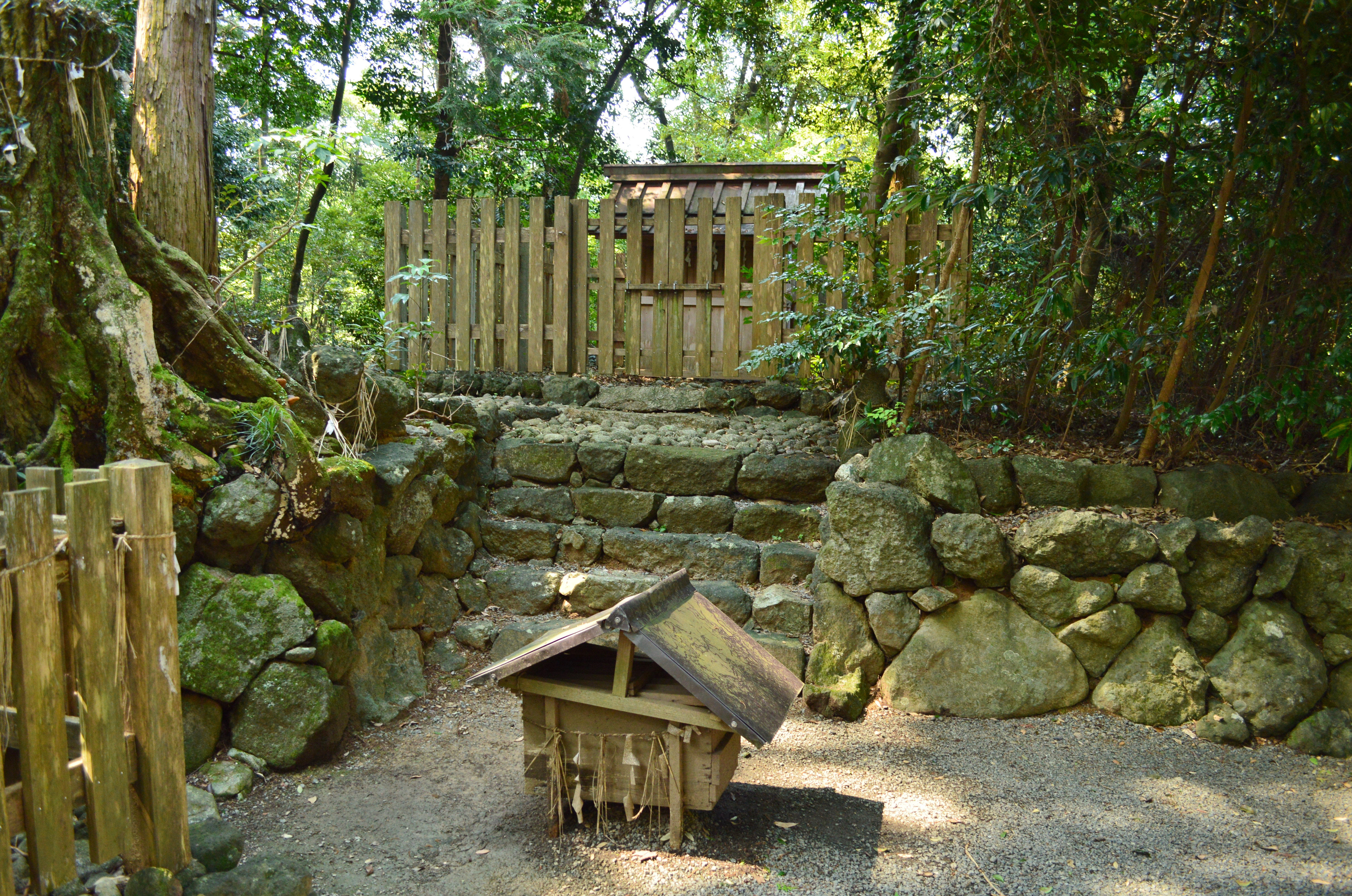
境内社
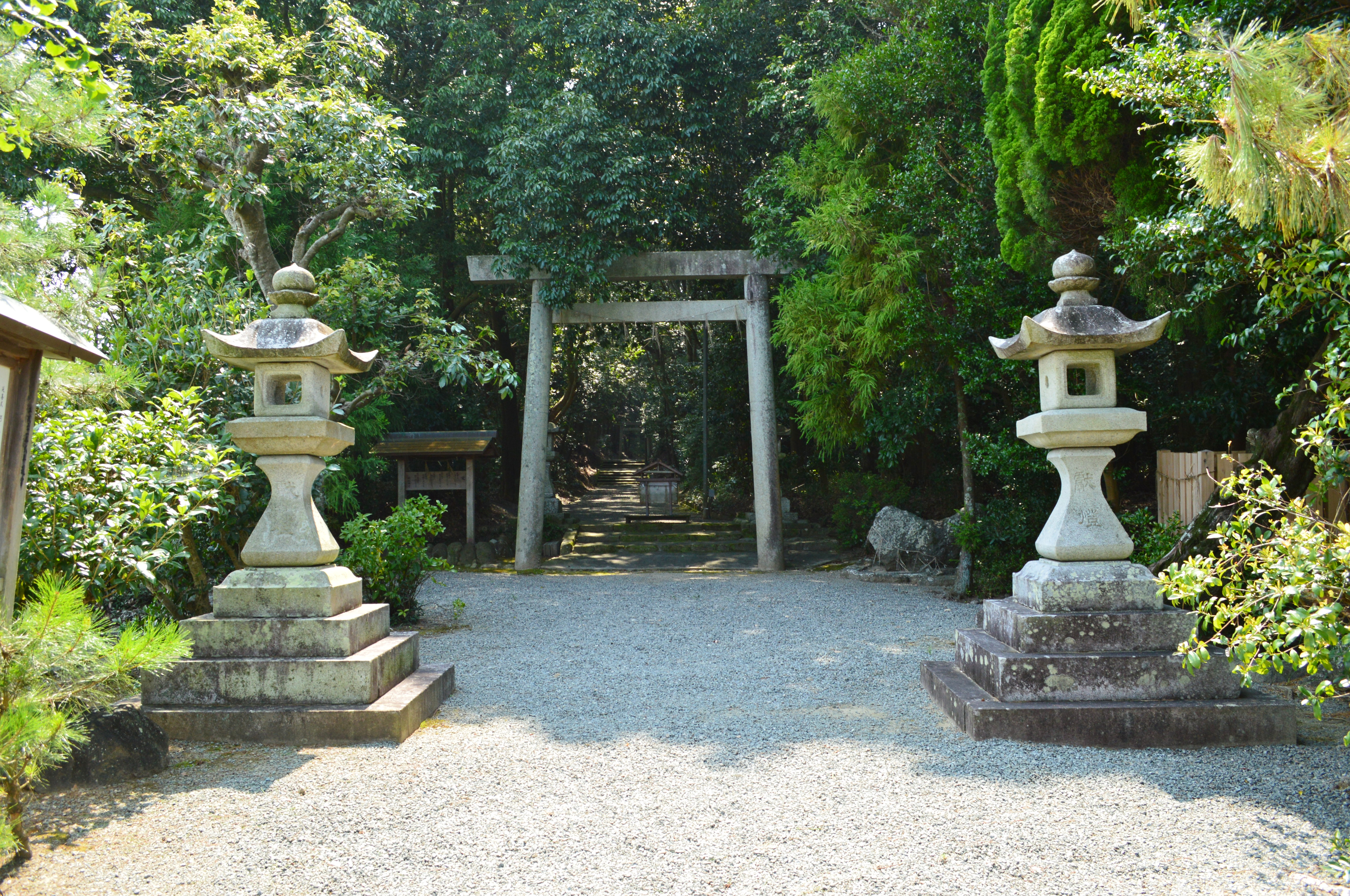
鳥居